# Acesandro
Acesandro (em grego clássico: Ακέσανδρος) foi um historiador grego. Ele escreveu uma história de Cirene. Plutarco fala de uma obra de sua respeitada Líbia (περί Λιβύης), que pode ser o mesmo trabalho que a história de Cirene. O tempo em que ele viveu é desconhecido.